# Österreichische Eishockey-Liga 2015/16
Die Saison 2015/16 der Österreichischen Eishockeyliga begann am 11. September 2015 und endete am 12. April 2016 mit der erfolgreichen Titelverteidigung des EC Red Bull Salzburg.

## Teilnehmende Mannschaften
Um die jedes Jahr auftretenden Unsicherheiten zu vermeiden, wurde die Nennfrist für die Saison früher als üblich angesetzt. Bereits im Jänner wurde daher bekanntgegeben, dass alle zwölf an der Vorsaison beteiligten Mannschaften in der Liga verbleiben würden. Das entpuppte sich im Lauf des Sommers jedoch als voreilige Verlautbarung; im Juni wurden erneut Probleme offensichtlich, die insbesondere den HC Bozen und den HDD Olimpija Ljubljana betrafen. Beide Vereine hatten mit großen finanziellen Problemen zu kämpfen. Die Italiener erbaten sich mehrmals einen Aufschub der Frist für die endgültige Zusage. Ebenso vom Tisch war ein Einstieg des HDD Jesenice, nachdem der Vorgängerverein im Sommer 2012 ebenso aus finanziellen Gründen aus der Liga ausgeschieden war.
Wie in den Jahren zuvor gab es auch Berichte um eine eventuelle Erweiterung der Liga. Der HC Slovan Bratislava war seit der Saison 2012/13 in der Kontinentalen Hockey-Liga (KHL) aktiv gewesen, hatte dabei jedoch finanzielle Probleme bekommen und sich daher nach Alternativen umgesehen. Anfang 2015 stand daher für einige Zeit ein Wechsel in die EBEL im Raum, wobei der Club sogar eine Umfrage unter seinen Anhängern vornahm. Mitte April wurde schließlich bekannt, dass der Verein nur den Verbleib in der KHL oder den Wechsel in die heimische Extraliga als ernsthafte Optionen in Betracht zog.
| Mannschaft             | Vorjahresplatzierung | Trainer                                             | Heimarena                  | Kapazität |
| EC Red Bull Salzburg   | Meister              | Dan Ratushny                                        | Volksgarten-Arena          | 3.500     |
| Vienna Capitals        | Vizemeister          | Jim Boni                                            | Albert-Schultz-Halle       | 7.022     |
| EHC Liwest Linz        | Halbfinale-Out       | Rob Daum                                            | KeineSorgenEisarena        | 4.863     |
| EC KAC                 | Halbfinale-Out       | Doug Mason (bis 1. Dezember) Alexander Mellitzer    | Eissportzentrum Klagenfurt | 5.088     |
| Orli Znojmo            | Viertelfinal-Out     | Jiří Režnar                                         | Hostan Arena               | 5.500     |
| Sapa Fehérvár AV19     | Viertelfinal-Out     | Rob Pallin (bis Anfang Jänner 2016) Hannu Järvenpää | Eishalle Székesfehérvár    | 3.500     |
| EC VSV                 | Viertelfinal-Out     | Hannu Järvenpää (bis 5. November) Greg Holst        | Stadthalle Villach         | 4.500     |
| HC Bozen               | Viertelfinal-Out     | Tom Pokel                                           | Eiswelle                   | 7.000     |
| Graz 99ers             | 9.                   | Todd Bjorkstrand (bis 5. Oktober) Ivo Jan           | Eisstadion Graz-Liebenau   | 4.050     |
| EC Dornbirn            | 10.                  | Dave MacQueen                                       | Messestadion Dornbirn      | 4.270     |
| HC Innsbruck           | 11.                  | Christer Olsson Pierre Beaulieu                     | Tiroler Wasserkraft Arena  | 3.200     |
| HDD Olimpija Ljubljana | 12.                  | Fabian Dahlem Bojan Zajc                            | Hala Tivoli                | 4.500     |

### Nachwuchsligen
Die folgenden supranationalen Nachwuchsligen werden ebenso von der Erste Bank Eishockey Liga organisiert:
| Liga                              | Meister              | Saisonstart       | Teilnehmer |
| --------------------------------- | -------------------- | ----------------- | ---------- |
| U20 Erste Bank Young Stars League | EC Red Bull Salzburg | 29. August 2015   | 14         |
| U18 Erste Bank Juniors League     | SAPA Fehérvár AV19   | 5. September 2015 | 18         |

## Modus
Der Modus blieb verglichen zur Vorsaison unverändert. Gespielt wurde im Grunddurchgang eine doppelte Hin- und Rückrunde (44 Spiele), der eine Zwischenrunde mit einer einfachen Hin- und Rückrunde folgte. Die sechs besser platzierten Teams spielten um das Wahlrecht für das Viertelfinale, die schlechter platzierten Teams um die letzten beiden Playoff-Plätze. Es folgten Playoffs mit Viertelfinale, Halbfinale und Finale. Die Serien wurden im Best-of-Seven-Modus ausgetragen.
Neu war die Einführung der Drei-Punkte-Regel für Siege nach regulärer Spielzeit, womit die EBEL mit einiger Verspätung dem internationalen Trend folgte.

## Saisonvorbereitung
Wie in den Vorsaisonen nahmen die Mannschaften wieder an diversen Vorbereitungs-Turnieren teil. Wichtigstes Turnier war wiederum die Champions Hockey League, an der in der Saison 2015/16 Meister Salzburg, sowie die Vienna Capitals, der EHC Linz und der EC KAC teilnahmen.
| Turnier                                                                   | Teilnehmende Mannschaften                                                          | Ergebnisse                                                                                                   |
| Nürnberger Versicherungs-Cup Garmisch-Partenkirchen 22. & 23. August 2015 | HC Innsbruck SC Riessersee (DEL2) EV Ravensburg (DEL2) Dresdner Eislöwen (DEL2)    | 1. EV Ravensburg (2 Siege) 2. SC Riessersee (1 Sieg) 3: Dresdner Eislöwen (1 Sieg) 4. HC Innsbruck (0 Siege) |
| Mercedes-Benz Rent Cup Nürnberg 28. bis 30. August 2015                   | EHC Linz Graz 99ers Nürnberg Ice Tigers (DEL)                                      | 1. Nürnberg Ice Tigers 2. EHC Linz 3. Graz 99ers                                                             |
| Turnier in Ritten 4. & 5. September 2015                                  | EC VSV Ritten Sport (Serie A) Fischtown Pinguins (DEL2) Starbulls Rosenheim (DEL2) | 1. Fischtown Pinguins 2. Starbulls Rosenheim 3. Ritten Sport 4. EC VSV                                       |

## Grunddurchgang

### Hauptrunde
| Rang | Team                 | Spiele | S  | N  | SNV | NNV | SNP | NNP | Tore  | TVH | Punkte |
| ---- | -------------------- | ------ | -- | -- | --- | --- | --- | --- | ----- | --- | ------ |
| 1    | EC Red Bull Salzburg | 22     | 14 | 8  | 0   | 0   | 1   | 1   | 70:59 | +11 | 42     |
| 2    | EHC Linz             | 22     | 14 | 8  | 2   | 1   | 0   | 1   | 58:48 | +10 | 42     |
| 3    | Orli Znojmo          | 22     | 13 | 9  | 0   | 3   | 1   | 0   | 80:56 | +24 | 41     |
| 4    | EC Dornbirn          | 22     | 12 | 10 | 1   | 3   | 0   | 1   | 59:50 | +9  | 39     |
| 5    | EC KAC               | 22     | 12 | 10 | 3   | 1   | 0   | 3   | 72:66 | +6  | 37     |
| 6    | HC Bozen             | 22     | 12 | 10 | 1   | 1   | 2   | 1   | 55:51 | +4  | 35     |
| 7    | Vienna Capitals      | 22     | 13 | 9  | 3   | 0   | 1   | 0   | 60:48 | +12 | 35     |
| 8    | Sapa Fehérvár AV19   | 22     | 11 | 11 | 1   | 3   | 2   | 0   | 53:57 | −4  | 33     |
| 9    | EC VSV               | 22     | 9  | 13 | 0   | 1   | 1   | 1   | 52:53 | −1  | 28     |
| 10   | HC Innsbruck         | 22     | 9  | 13 | 2   | 1   | 0   | 0   | 46:66 | −20 | 26     |
| 11   | Graz 99ers           | 22     | 8  | 14 | 2   | 2   | 1   | 0   | 45:69 | −24 | 23     |
| 12   | Olimpija Ljubljana   | 22     | 5  | 17 | 2   | 1   | 0   | 1   | 50:77 | −27 | 15     |

Titelverteidiger Salzburg startete mit schwachen Leistungen in die Saison und lag zwischenzeitlich sogar auf dem letzten Tabellenplatz. Mit einer Reihe von Siegen gelangen aber rasch der Anschluss an das Spitzenfeld und schließlich die Übernahme von Rang eins. In der ersten Hälfte des Grunddurchgangs blieb es darüber hinaus zwischen Znojmo, dem EHC Linz und dem Dornbirner Eishockey-Club sehr eng an der Tabellenspitze. Insbesondere die Leistungen des Vorarlberger Clubs waren dabei angesichts der Einschätzungen vor der Saison überraschend.
Auch der EC KAC konnte lange Zeit den Anschluss an die weiter vorne liegenden Mannschaften halten. Der Club nahm jedoch einen Austausch des Trainers vor, entließ Doug Mason und verpflichtete Alexander Mellitzer zunächst als Interims- und später als Vollzeit-Trainer. Nach diesem unerwarteten Wechsel rutschte die Mannschaft in die untere Tabellenhälfte ab. Umgekehrt dazu verlief die Saison für den EC VSV, wo Greg Holst (Meistertrainer des Clubs aus der Saison 2005/06) Hannu Järvenpää ersetzte und die Mannschaft sich im weiteren Verlauf rasch der Tabellenspitze annäherte.
Sapa Fehérvár AV19, die Bolzano Foxes und die Vienna Capitals verblieben für den Großteil des Grunddurchgangs im Mittelfeld. Erst gegen Ende verlor der Club aus Ungarn den Anschluss und blieb schließlich im unteren Drittel der Tabelle. Anfang Jänner 2016 wurde daher Trainer Rob Pallin durch Hannu Järvenpää ersetzt, der erst wenige Wochen zuvor beim EC VSV entlassen worden war. Im unteren Tabellendrittel blieben die Graz 99ers und der HC Innsbruck im Kampf um Rang zehn nahe beieinander; beide Clubs blieben weit hinter den Erwartungen zurück, wobei auch die jeweiligen Trainer ersetzt wurden.
Der HDD Olimpija Ljubljana blieb abgeschlagen auf dem letzten Platz. Der slowenische Club war trotz eines schwachen Kaders gut in die Saison gestartet, verbuchte allerdings im weiteren Verlauf hauptsächlich Niederlagen (darunter zwei Serien mit zehn bzw. elf verlorenen Spielen ohne Punktgewinn in Folge) und hatte wie in den Spielzeiten zuvor erneut mit großen finanziellen Problemen zu kämpfen.
Gegen Ende der Hauptrunde wurden außerdem noch einige Transfers getätigt. So verpflichtete der EC KAC den ungarischen Nationalteamstürmer István Sofron, der von den Krefeld Pinguinen in die EBEL wechselte, Verteidiger Brendan Bell verstärkte die Bozener Füchse, während André Lakos zu Orli Znojmo wechselte. Des Weiteren nahmen die Graz 99ers Kyle Beach unter Vertrag, der in der Vorjahressaison noch mit Salzburg Meister geworden war.

#### Tabelle nach der Hauptrunde
| Rang | Team                   | SP | S  | SNV | SNP | N  | NNV | NNP | T   | GT  | TVH | PKT |
| ---- | ---------------------- | -- | -- | --- | --- | -- | --- | --- | --- | --- | --- | --- |
| 1    | EC Red Bull Salzburg   | 44 | 26 | 4   | 1   | 10 | 2   | 1   | 168 | 112 | +56 | 91  |
| 2    | EHC Black Wings Linz   | 44 | 23 | 4   | 2   | 11 | 2   | 2   | 137 | 107 | +30 | 85  |
| 3    | Orli Znojmo            | 44 | 22 | 1   | 3   | 15 | 3   | 0   | 157 | 116 | +41 | 77  |
| 4    | Vienna Capitals        | 44 | 20 | 5   | 1   | 16 | 2   | 0   | 125 | 102 | +23 | 74  |
| 5    | HC Bozen               | 44 | 20 | 2   | 2   | 15 | 3   | 2   | 120 | 111 | +9  | 73  |
| 6    | EC Dornbirn            | 44 | 21 | 1   | 1   | 15 | 4   | 2   | 126 | 108 | +18 | 73  |
| 7    | EC VSV                 | 44 | 21 | 1   | 1   | 16 | 2   | 3   | 120 | 106 | +14 | 72  |
| 8    | EC KAC                 | 44 | 18 | 4   | 0   | 16 | 2   | 4   | 139 | 142 | −3  | 68  |
| 9    | Sapa Fehérvár AV19     | 44 | 14 | 3   | 3   | 20 | 4   | 0   | 105 | 123 | −18 | 58  |
| 10   | Graz 99ers             | 44 | 14 | 2   | 2   | 22 | 4   | 0   | 94  | 123 | −29 | 54  |
| 11   | HC Innsbruck           | 44 | 11 | 2   | 0   | 26 | 3   | 2   | 98  | 152 | −54 | 42  |
| 12   | HDD Olimpija Ljubljana | 44 | 4  | 3   | 2   | 32 | 1   | 2   | 85  | 172 | −87 | 25  |

### Platzierungsrunde
| Rang | Team                 | SP | S | SNV | SNP | N | NNV | NNP | T  | GT | TVH | PKT (BPKT) |
| ---- | -------------------- | -- | - | --- | --- | - | --- | --- | -- | -- | --- | ---------- |
| 1    | EC Red Bull Salzburg | 10 | 4 | 1   | 0   | 5 | 0   | 0   | 40 | 35 | +5  | 20 (6)     |
| 2    | Orli Znojmo          | 10 | 5 | 0   | 0   | 2 | 1   | 2   | 33 | 36 | −3  | 20 (2)     |
| 3    | Vienna Capitals      | 10 | 5 | 0   | 0   | 4 | 0   | 1   | 30 | 30 | ±0  | 17 (1)     |
| 4    | HC Bozen             | 10 | 4 | 1   | 1   | 4 | 0   | 0   | 38 | 32 | +6  | 16 (0)     |
| 5    | EHC Black Wings Linz | 10 | 3 | 0   | 1   | 5 | 1   | 0   | 32 | 35 | −3  | 16 (4)     |
| 6    | EC Dornbirn          | 10 | 2 | 2   | 1   | 3 | 2   | 0   | 32 | 37 | −5  | 14 (0)     |

### Qualifikationsrunde
| Rang | Team                   | SP | S | SNV | SNP | N | NNV | NNP | T  | GT | TVH | PKT (BPKT) |
| ---- | ---------------------- | -- | - | --- | --- | - | --- | --- | -- | -- | --- | ---------- |
| 1    | EC VSV                 | 10 | 8 | 0   | 0   | 0 | 2   | 0   | 34 | 15 | +19 | 32 (6)     |
| 2    | EC KAC                 | 10 | 6 | 1   | 0   | 3 | 0   | 0   | 43 | 32 | +11 | 24 (4)     |
| 3    | HC Innsbruck           | 10 | 5 | 0   | 1   | 4 | 0   | 0   | 29 | 24 | +5  | 17 (0)     |
| 4    | Sapa Fehérvár AV19     | 10 | 3 | 1   | 0   | 5 | 0   | 1   | 31 | 31 | ±0  | 14 (2)     |
| 4    | Graz 99ers             | 10 | 3 | 0   | 1   | 5 | 1   | 0   | 22 | 31 | −9  | 13 (1)     |
| 6    | HDD Olimpija Ljubljana | 10 | 0 | 1   | 0   | 8 | 0   | 1   | 14 | 40 | −26 | 3 (0)      |

### Statistiken des Grunddurchgangs

#### Topscorer
| Spieler            | Team     | GP | G  | A  | PTS | +/- | PIM | PPG | PPA | SHG | SHA | GWG | SOG | SG%   | FOW | FOL | FO%   |
| ------------------ | -------- | -- | -- | -- | --- | --- | --- | --- | --- | --- | --- | --- | --- | ----- | --- | --- | ----- |
| John Hughes        | Salzburg | 50 | 17 | 49 | 66  | +11 | 38  | 4   | 18  | 0   | 0   | 3   | 134 | 12,69 | 25  | 25  | 50,00 |
| Andrew Kozek       | Linz     | 52 | 40 | 26 | 66  | ±0  | 31  | 20  | 9   | 0   | 0   | 7   | 223 | 17,94 | 7   | 7   | 50,00 |
| Brett McLean       | Linz     | 52 | 13 | 47 | 60  | +3  | 40  | 8   | 22  | 0   | 1   | 2   | 132 | 9,85  | 619 | 505 | 55,07 |
| Colton Yellow Horn | Znojmo   | 53 | 28 | 29 | 57  | +8  | 36  | 4   | 14  | 0   | 0   | 8   | 159 | 17,61 | 101 | 116 | 46,54 |
| Ryan Duncan        | Salzburg | 54 | 15 | 41 | 56  | +19 | 36  | 4   | 8   | 2   | 0   | 4   | 125 | 12,00 | 588 | 498 | 54,14 |
| Manuel Geier       | KAC      | 54 | 24 | 29 | 53  | +3  | 24  | 9   | 6   | 3   | 4   | 3   | 151 | 15,89 | 35  | 42  | 45,45 |
| Roman Tomas        | Znojmo   | 54 | 23 | 30 | 53  | +19 | 44  | 6   | 10  | 0   | 0   | 6   | 209 | 11,00 | 7   | 11  | 38,89 |
| Jamie Lundmark     | KAC      | 54 | 21 | 32 | 53  | +2  | 26  | 7   | 13  | 1   | 0   | 6   | 187 | 11,23 | 194 | 195 | 49,87 |
| Peter Pucher       | Znojmo   | 53 | 10 | 42 | 52  | +23 | 16  | 3   | 13  | 0   | 0   | 3   | 84  | 11,90 | 509 | 452 | 52,97 |
| Oliver Setzinger   | KAC      | 53 | 16 | 35 | 51  | +3  | 55  | 1   | 17  | 2   | 2   | 4   | 142 | 11,27 | 2   | 4   | 33,33 |

Legende: GP = Spiele, G = Tore, A = Assists, PTS = Punkte, +/- = Plusminus, PIM = Strafminuten, PPG = Powerplay-Tore, PPA = Powerplay-Assists, SHG = Unterzahl-Tore, SHA = Unterzahl-Assists, GWG = Siegestore, SOG = Torschüsse, SG% = Schuss-Effizienz, FOW = gewonnene Face-Offs, FOL = verlorene Face-Offs, FO% = Faceoff-Siegesquote

#### Torhüter
| Spieler                 | Team      | GP | GPI | GS | MIP     | GA  | GAA  | SOG  | SVS  | SVS%  | SO | W  | L  | OTL |
| ----------------------- | --------- | -- | --- | -- | ------- | --- | ---- | ---- | ---- | ----- | -- | -- | -- | --- |
| Sebastian Dahm          | Graz      | 53 | 46  | 46 | 2696:07 | 113 | 2,51 | 1626 | 1513 | 93,05 | 6  | 22 | 18 | 5   |
| Michael Ouzas           | Linz      | 52 | 46  | 46 | 2791:45 | 121 | 2,60 | 1720 | 1599 | 92,97 | 5  | 26 | 15 | 5   |
| Jean-Philippe Lamoureux | VSV       | 54 | 50  | 50 | 3032:15 | 113 | 2,24 | 1561 | 1448 | 92,76 | 4  | 28 | 15 | 7   |
| Nathan Lawson           | Capitals  | 50 | 40  | 40 | 2336:25 | 88  | 2,26 | 1157 | 1069 | 92,39 | 3  | 24 | 13 | 2   |
| Miklós Rajna            | Fehérvár  | 52 | 33  | 30 | 1756:49 | 79  | 2,70 | 1014 | 935  | 92,21 | 2  | 14 | 12 | 4   |
| Florian Hardy           | Dornbirn  | 49 | 37  | 37 | 2187:57 | 85  | 2,33 | 1078 | 993  | 92,12 | 3  | 20 | 12 | 5   |
| Olivier Roy             | Ljubljana | 43 | 42  | 42 | 2366:23 | 128 | 3,25 | 1529 | 1401 | 91,63 | 1  | 9  | 29 | 3   |
| Zoltán Hetényi          | Fehérvár  | 54 | 28  | 24 | 1515:42 | 71  | 2,81 | 849  | 778  | 91,64 | 1  | 10 | 13 | 1   |
| Luka Gračnar            | Salzburg  | 53 | 43  | 41 | 2452:31 | 106 | 2,59 | 1250 | 1144 | 91,52 | 4  | 27 | 9  | 3   |
| Patrik Nechvátal        | Znojmo    | 53 | 51  | 49 | 2858:15 | 126 | 2,64 | 1421 | 1295 | 91,13 | 4  | 28 | 13 | 5   |
| David Kickert           | Capitals  | 54 | 17  | 14 | 927:24  | 41  | 2,65 | 437  | 396  | 90,62 | 1  | 7  | 7  | 1   |
| Jaroslav Hübl           | Bozen     | 54 | 54  | 54 | 3253:06 | 135 | 2,49 | 1436 | 1301 | 90,60 | 4  | 30 | 19 | 5   |
| David Madlener          | Dornbirn  | 54 | 19  | 17 | 1095:36 | 57  | 3,12 | 602  | 545  | 90,53 | 0  | 8  | 6  | 3   |
| René Swette             | KAC       | 27 | 16  | 14 | 831:35  | 39  | 2,81 | 394  | 355  | 90,10 | 3  | 6  | 8  | 1   |
| Andy Chiodo             | Innsbruck | 54 | 54  | 54 | 3272:15 | 172 | 3,15 | 1728 | 1556 | 90,05 | 3  | 19 | 30 | 5   |
| Fabian Weinhandl        | Salzburg  | 51 | 13  | 11 | 703:18  | 31  | 2,64 | 306  | 275  | 89,87 | 1  | 9  | 4  | 0   |
| Bernd Brückler          | KAC       | 52 | 30  | 28 | 1643:05 | 89  | 3,25 | 796  | 707  | 88,82 | 0  | 15 | 7  | 3   |
| Pekka Tuokkola          | KAC       | 24 | 15  | 12 | 814:35  | 38  | 2,80 | 330  | 292  | 88,48 | 2  | 8  | 4  | 2   |
| Tomaž Trelc             | Ljubljana | 43 | 18  | 11 | 773:12  | 64  | 4,97 | 462  | 398  | 86,15 | 0  | 1  | 10 | 1   |

(Legende zur Torhüterstatistik: GP oder Sp = Spiele insgesamt; W oder S = Siege; L oder N = Niederlagen; T oder U oder OT = Unentschieden oder Overtime- bzw. Shootout-Niederlage; Min. = Minuten; SOG oder SaT = Schüsse aufs Tor; GA oder GT = Gegentore; SO = Shutouts; GAA oder GTS = Gegentorschnitt; Sv% oder SVS% = Fangquote; EN = Empty Net Goal; 1 Play-downs/Relegation; Kursiv: Statistik nicht vollständig)

## Playoffs

### Playoff-Baum
Am Montag, den 22. Februar, und nach Abschluss der Zwischenrunde wählten die drei in der Platzierungsrunde am besten platzierten Mannschaften ihre Gegner für das Viertelfinale, woraus sich die folgenden Paarungen ergaben.
| Viertelfinale | Viertelfinale        | Viertelfinale |     |                      | Halbfinale | Halbfinale | Halbfinale |  |  | Finale | Finale | Finale |
|               |                      |               |     |                      |            |            |            |  |  |        |        |        |
| PL1           | EC Red Bull Salzburg | 4             |     |                      |            |            |            |  |  |        |        |        |
| QU2           | EC KAC               | 3             |     |                      |            |            |            |  |  |        |        |        |
| QU2           | EC KAC               | 3             | PL1 | EC Red Bull Salzburg | 4          |            |            |  |  |        |        |        |
|               |                      |               | PL1 | EC Red Bull Salzburg | 4          |            |            |  |  |        |        |        |
|               | QU1                  | EC VSV        | 2   |                      |            |            |            |  |  |        |        |        |
| PL3           | QU1                  | EC VSV        | 2   | Vienna Capitals      | 1          |            |            |  |  |        |        |        |
| PL3           |                      |               |     | Vienna Capitals      | 1          |            |            |  |  |        |        |        |
| QU1           | EC VSV               | 4             |     |                      |            |            |            |  |  |        |        |        |
| QU1           | EC VSV               | 4             | PL1 | EC Red Bull Salzburg | 4          |            |            |  |  |        |        |        |
|               |                      |               |     | EC Red Bull Salzburg | 4          |            |            |  |  |        |        |        |
|               | PL2                  | Orli Znojmo   | 2   |                      |            |            |            |  |  |        |        |        |
| PL2           | PL2                  | Orli Znojmo   | 2   | Orli Znojmo          | 4          |            |            |  |  |        |        |        |
| PL2           |                      |               |     | Orli Znojmo          | 4          |            |            |  |  |        |        |        |
| PL6           | EC Dornbirn          | 2             |     |                      |            |            |            |  |  |        |        |        |
| PL6           | EC Dornbirn          | 2             | PL2 | Orli Znojmo          | 4          |            |            |  |  |        |        |        |
|               |                      |               | PL2 | Orli Znojmo          | 4          |            |            |  |  |        |        |        |
|               | PL5                  | EHC Linz      | 2   |                      |            |            |            |  |  |        |        |        |
| PL4           | PL5                  | EHC Linz      | 2   | HC Bozen             | 2          |            |            |  |  |        |        |        |
| PL4           |                      |               |     | HC Bozen             | 2          |            |            |  |  |        |        |        |
| PL5           | EHC Linz             | 4             |     |                      |            |            |            |  |  |        |        |        |

### Viertelfinale
Die kürzeste Serie war jene zwischen den Vienna Capitals und dem EC VSV, obwohl drei der fünf Spiele erst in der Overtime entschieden werden konnten. Der EC VSV agierte defensiv sicher und stützte sich mit Jean-Philippe Lamoureux auf einen herausragenden Torhüter, während die Capitals durch eine Reihe von Ausfällen geschwächt wurden. Kurz nach dem entscheidenden Spiel fünf wurde auch bekannt, dass Jim Boni seine Tätigkeit als Cheftrainer der Wiener beenden wird.
Die Serie zwischen dem EC Red Bull Salzburg und dem EC KAC begann mit zwei Siegen für die Salzburger, konnte jedoch zwischenzeitlich vom EC KAC mit drei Siegen in Folge gedreht werden. Auf den Ausgleich in Klagenfurt folgte ein Entscheidungsspiel, bei dem es zu einer umstrittenen Szene kam: beim Spielstand von 3:2 für die Heimmannschaft wurde zur Mitte des zweiten Drittels dem EC KAC ein Penaltyschuss zugesprochen. Bei der Abwehraktion des Salzburger Torhüters Juuso Riksman ließ dieser den Schläger fallen, was jedoch zu keinen Konsequenzen führte. In der Folge entschieden die Salzburger das Spiel und die Serie mit zwei Empty-Net-Toren für sich.
Der EC Dornbirn konnte seine Serie gegen Orli Znojmo mit zwei Siegen zunächst gut beginnen, unterlag aber anschließend vier Mal in Serie, womit die Tschechen zum ersten Mal ein EBEL-Viertelfinale gewinnen und ins Halbfinale aufsteigen konnten. Die Tschechen wechselten zur Mitte des zweiten Spiels Torhüter Patrik Nechvátal gegen Neuzugang Jan Lukas aus und präsentierten sich in den Folgespielen defensiv sicherer; nur Spiel vier der Serie ging in die Overtime, wo es jedoch nach nur vierzig Sekunden durch den Topscorer der Tschechen, Colton Yellow Horn, entschieden werden konnte.
Die einzige Serie, bei welcher das besser platzierte Team keine Wahl des Gegners getroffen hatte, begann zunächst mit zwei Siegen des EHC Linz, durch die das Heimrecht erzielt werden konnte. Die Bozener glichen die Serie zwischenzeitlich aus, mussten sich am Ende jedoch in der Overtime des entscheidenden Spiels geschlagen geben.
| EC Red Bull Salzburg (PL1) – EC KAC (QU2) Saisonbilanz des Grunddurchgangs: 3:1 Siege, 9:3 Punkte, 18:12 Tore | EC Red Bull Salzburg (PL1) – EC KAC (QU2) Saisonbilanz des Grunddurchgangs: 3:1 Siege, 9:3 Punkte, 18:12 Tore | EC Red Bull Salzburg (PL1) – EC KAC (QU2) Saisonbilanz des Grunddurchgangs: 3:1 Siege, 9:3 Punkte, 18:12 Tore |
| --- | --- | --- |
| 26. Februar 2016                                                                                              | EC Red Bull Salzburg – EC KAC                                                                                 | 4:1 (0:1, 2:0, 2:0)                                                                                           |
| 28. Februar 2016                                                                                              | EC KAC – EC Red Bull Salzburg                                                                                 | 2:3 (1:2, 0:0, 1:1)                                                                                           |
| 1. März 2016                                                                                                  | EC Red Bull Salzburg – EC KAC                                                                                 | 3:6 (0:2, 1:1, 2:3)                                                                                           |
| 4. März 2016                                                                                                  | EC KAC – EC Red Bull Salzburg                                                                                 | 4:2 (1:2, 2:0, 1:0)                                                                                           |
| 6. März 2016                                                                                                  | EC Red Bull Salzburg – EC KAC                                                                                 | 3:4 n. V. (2:0, 1:1, 0:2, 0:1)                                                                                |
| 8. März 2016                                                                                                  | EC KAC – EC Red Bull Salzburg                                                                                 | 2:3 (0:2, 1:1, 1:0)                                                                                           |
| 11. März 2016                                                                                                 | EC Red Bull Salzburg – EC KAC                                                                                 | 5:2 (3:1, 0:1, 2:0)                                                                                           |
| Endstand in der Serie: 4:3                                                                                    | | |

| Orli Znojmo (PL2) – EC Dornbirn (PL6) Saisonbilanz des Grunddurchgangs: 5:1 Siege, 15:3 Punkte, 21:11 Tore | Orli Znojmo (PL2) – EC Dornbirn (PL6) Saisonbilanz des Grunddurchgangs: 5:1 Siege, 15:3 Punkte, 21:11 Tore | Orli Znojmo (PL2) – EC Dornbirn (PL6) Saisonbilanz des Grunddurchgangs: 5:1 Siege, 15:3 Punkte, 21:11 Tore |
| --- | --- | --- |
| 26. Februar 2016                                                                                           | Orli Znojmo – EC Dornbirn                                                                                  | 1:3 (0:2, 1:0, 0:1)                                                                                        |
| 28. Februar 2016                                                                                           | EC Dornbirn – Orli Znojmo                                                                                  | 5:0 (1:0, 3:0, 1:0)                                                                                        |
| 1. März 2016                                                                                               | Orli Znojmo – EC Dornbirn                                                                                  | 3:1 (2:0, 0:1, 1:0)                                                                                        |
| 4. März 2016                                                                                               | EC Dornbirn – Orli Znojmo                                                                                  | 2:3 n. V. (1:1, 0:0, 1:1, 0:1)                                                                             |
| 6. März 2016                                                                                               | Orli Znojmo – EC Dornbirn                                                                                  | 5:2 (2:0, 1:2, 2:0)                                                                                        |
| 8. März 2016                                                                                               | EC Dornbirn – Orli Znojmo                                                                                  | 2:5 (0:0, 0:3, 2:2)                                                                                        |
| Endstand in der Serie: 4:2                                                                                 | | |

| Vienna Capitals (PL3) – EC VSV (QU1) Saisonbilanz des Grunddurchgangs: 2:2 Siege, 7:5 Punkte, 8:9 Tore | Vienna Capitals (PL3) – EC VSV (QU1) Saisonbilanz des Grunddurchgangs: 2:2 Siege, 7:5 Punkte, 8:9 Tore | Vienna Capitals (PL3) – EC VSV (QU1) Saisonbilanz des Grunddurchgangs: 2:2 Siege, 7:5 Punkte, 8:9 Tore |
| --- | --- | --- |
| 26. Februar 2016                                                                                       | Vienna Capitals – EC VSV                                                                               | 2:3 (0:0, 1:2, 1:1)                                                                                    |
| 28. Februar 2016                                                                                       | EC VSV – Vienna Capitals                                                                               | 4:1 (1:0, 1:0, 2:1)                                                                                    |
| 1. März 2016                                                                                           | Vienna Capitals – EC VSV                                                                               | 2:1 n. V. (0:0, 1:1, 0:0, 1:0)                                                                         |
| 4. März 2016                                                                                           | EC VSV – Vienna Capitals                                                                               | 3:2 n. V. (1:0, 1:1, 0:1, 1:0)                                                                         |
| 6. März 2016                                                                                           | Vienna Capitals – EC VSV                                                                               | 2:3 n. V. (1:0, 1:2, 0:0, 0:1)                                                                         |
| Endstand in der Serie: 1:4                                                                             | | |

| HC Bozen (PL4) – EHC Linz (PL5) Saisonbilanz des Grunddurchgangs: 2:4 Siege, 7:11 Punkte, 15:21 Tore | HC Bozen (PL4) – EHC Linz (PL5) Saisonbilanz des Grunddurchgangs: 2:4 Siege, 7:11 Punkte, 15:21 Tore | HC Bozen (PL4) – EHC Linz (PL5) Saisonbilanz des Grunddurchgangs: 2:4 Siege, 7:11 Punkte, 15:21 Tore |
| --- | --- | --- |
| 26. Februar 2016                                                                                     | HC Bozen – EHC Linz                                                                                  | 3:5 (1:1, 0:2, 2:2)                                                                                  |
| 28. Februar 2016                                                                                     | EHC Linz – HC Bozen                                                                                  | 4:3 (2:1, 2:2, 0:0)                                                                                  |
| 1. März 2016                                                                                         | HC Bozen – EHC Linz                                                                                  | 5:4 n. V. (2:2, 0:0, 2:2, 1:0)                                                                       |
| 4. März 2016                                                                                         | EHC Linz – HC Bozen                                                                                  | 2:3 (1:1, 1:2, 0:0)                                                                                  |
| 6. März 2016                                                                                         | HC Bozen – EHC Linz                                                                                  | 4:6 (0:0, 1:3, 3:3)                                                                                  |
| 8. März 2016                                                                                         | EHC Linz – HC Bozen                                                                                  | 3:2 n. V. (0:1, 1:0, 1:1, 1:0)                                                                       |
| Endstand in der Serie: 2:4                                                                           | | |

### Halbfinale
Durch den Finaleinzug von Orli Znojmo war EC Red Bull Salzburg österreichischer Staatsmeister.
| EC Red Bull Salzburg (PL1) – EC VSV (QU1) Saisonbilanz des Grunddurchgangs: 2:2 Siege, 6:6 Punkte, 10:10 Tore | EC Red Bull Salzburg (PL1) – EC VSV (QU1) Saisonbilanz des Grunddurchgangs: 2:2 Siege, 6:6 Punkte, 10:10 Tore | EC Red Bull Salzburg (PL1) – EC VSV (QU1) Saisonbilanz des Grunddurchgangs: 2:2 Siege, 6:6 Punkte, 10:10 Tore |
| --- | --- | --- |
| 13. März 2016                                                                                                 | EC Red Bull Salzburg – EC VSV                                                                                 | 2:1 n. V. (0:1, 0:0, 1:0, 1:0)                                                                                |
| 15. März 2016                                                                                                 | EC VSV – EC Red Bull Salzburg                                                                                 | 2:0 (1:0, 1:0, 0:0)                                                                                           |
| 18. März 2016                                                                                                 | EC Red Bull Salzburg – EC VSV                                                                                 | 3:4 (1:2, 2:0, 0:2)                                                                                           |
| 20. März 2016                                                                                                 | EC VSV – EC Red Bull Salzburg                                                                                 | 1:2 n. V. (0:0, 0:1, 1:0)                                                                                     |
| 22. März 2016                                                                                                 | EC Red Bull Salzburg – EC VSV                                                                                 | 2:1 (2:0, 0:0, 0:1)                                                                                           |
| 24. März 2016                                                                                                 | EC VSV – EC Red Bull Salzburg                                                                                 | 1:2 (0:0, 0:0, 1:2)                                                                                           |
| Endstand in der Serie: 4:2                                                                                    | | |

| Orli Znojmo (PL2) – EHC Linz (PL5) Saisonbilanz des Grunddurchgangs: 2:2 Siege, 6:6 Punkte, 15:12 Tore | Orli Znojmo (PL2) – EHC Linz (PL5) Saisonbilanz des Grunddurchgangs: 2:2 Siege, 6:6 Punkte, 15:12 Tore | Orli Znojmo (PL2) – EHC Linz (PL5) Saisonbilanz des Grunddurchgangs: 2:2 Siege, 6:6 Punkte, 15:12 Tore |
| --- | --- | --- |
| 13. März 2016                                                                                          | Orli Znojmo – EHC Linz                                                                                 | 3:4 (0:1, 1:1, 2:2)                                                                                    |
| 15. März 2016                                                                                          | EHC Linz – Orli Znojmo                                                                                 | 0:3 (0:1, 0:1, 0:1)                                                                                    |
| 18. März 2016                                                                                          | Orli Znojmo – EHC Linz                                                                                 | 3:2 (1:1, 1:0, 1:1)                                                                                    |
| 20. März 2016                                                                                          | EHC Linz – Orli Znojmo                                                                                 | 7:5 (1:0, 2:3, 4:2)                                                                                    |
| 22. März 2016                                                                                          | Orli Znojmo – EHC Linz                                                                                 | 4:2 (1:1, 1:0, 2:1)                                                                                    |
| 24. März 2016                                                                                          | EHC Linz – Orli Znojmo                                                                                 | 2:5 (1:2, 0:1, 1:2)                                                                                    |
| Endstand in der Serie: 4:2                                                                             | | |

### Finale
Die Finalserie folgte mit dem zwischenzeitlichen Rückstand der Salzburger dem Muster der vorangegangenen Serien des Clubs. Auf den Auftaktsieg der Österreicher folgten zwei Niederlagen, darunter auch ein 3:7 auf eigenem Eis, bei dem die Tschechen sich souverän präsentierten. Die Salzburger konnten die Serie jedoch erneut drehen und im sechsten Spiel in Znojmo die Meisterschaft gewinnen. Damit gelang dem Club der sechste Titel seit seinem Einstieg in die EBEL und zugleich die dritte Titelverteidigung.
| 1. April 2016, 19:40 Uhr Eisarena Salzburg 3.200 Zuschauer  | EC Red Bull Salzburg | 4:2 (0:0, 2:0, 2:2) | HC Orli Znojmo |
| 1. April 2016, 19:40 Uhr Eisarena Salzburg 3.200 Zuschauer  | Per Ledin (33:25, Konstantin Komarek, Luciano Aquino) Dominique Heinrich (35:15, Daniel Welser) Matthias Trattnig (53:40, Powerplay, John Hughes, Brett Sterling) John Hughes (58:35, Empty Net)                                                                                   | Strafminuten: 2 bzw.4 Torhüter: Juuso Riksman (Salzburg, 60:00 Min., 27 Schüsse, 2 Tore) Jan Lukáš (Znojmo, 58:55 Min., 26 Schüsse, 3 Tore)                                                         | Ondrej Šedivý (41:16, Libor Šulák, Colton Yellow Horn) Martin Podešva (50:42, Marek Biro, Radek Číp) |
| 3. April 2016, 14:45 Uhr Hostan Arena 4.800 Zuschauer       | HC Orli Znojmo | 5:3 (1:2, 1:1, 3:0) | EC Red Bull Salzburg |
| 3. April 2016, 14:45 Uhr Hostan Arena 4.800 Zuschauer       | Radek Číp (15:50, Powerplay, Peter Pucher, Antonín Bořuta) Colton Yellow Horn (35:15, Corey Trivino, Antonín Bořuta) Lubomír Štach (42:31, Peter Pucher, Jan Lattner) Libor Šulák (50:23, Ondrej Šedivý, Corey Trivino) Roman Tomas (56:38, Powerplay, Peter Pucher, Ondřej Fiala) | Strafminuten: 2 bzw.33 Torhüter: Jan Lukáš (Znojmo, 60:00 Min., 31 Schüsse, 3 Tore) Juuso Riksman (Salzburg, 60:00 Min., 35 Schüsse, 5 Tore)                                                        | Per Ledin (03:46, Ryan Duncan) Brett Sterling (18:38, Layne Viveiros, Ryan Duncan) Manuel Latusa (30:51, Ryan Duncan, Zdeněk Kutlák) |
| 5. April 2016, 19:40 Uhr Eisarena Salzburg 3.200 Zuschauer  | EC Red Bull Salzburg | 3:7 (0:2, 1:1, 2:4) | HC Orli Znojmo |
| 5. April 2016, 19:40 Uhr Eisarena Salzburg 3.200 Zuschauer  | Brian Fahey (37:35, Powerplay, John Hughes, Ryan Duncan) Daniel Welser (55:34, Layne Viveiros, Dominique Heinrich) Konstantin Komarek (58:08, Powerplay, Dominique Heinrich, Luciano Aquino)                                                                                       | Strafminuten: 18 bzw.20 Torhüter: Juuso Riksman (Salzburg, 58:58 Min., 46 Schüsse, 7 Tore) Jan Lukáš (Znojmo, 60:00 Min., 29 Schüsse, 3 Tore)                                                       | Peter Pucher (05:38, Lubomír Štach, Ondřej Fiala) Roman Tomas (17:33, Powerplay, Antonín Bořuta, André Lakos) Jan Lattner (35:10, Powerplay, Antonín Bořuta, Peter Pucher) Martin Podešva (44:28, Powerplay, Colton Yellow Horn, André Lakos) Corey Trivino (53:07, Lubomír Štach) Ondrej Šedivý (58:21, Corey Trivino, Colton Yellow Horn) Radek Číp (59:43, Martin Podešva, Antonín Bořuta) |
| 8. April 2016, 19:40 Uhr Hostan Arena 4.800 Zuschauer       | HC Orli Znojmo | 2:6 (0:2, 1:3, 1:1) | EC Red Bull Salzburg |
| 8. April 2016, 19:40 Uhr Hostan Arena 4.800 Zuschauer       | Jan Lattner (30:15, David Bartoš, Colton Yellow Horn) Ondrej Šedivý (40:41, Antonín Bořuta, David Bartoš) | Strafminuten: 12 bzw. 10 Torhüter: Jan Lukáš (Znojmo, 21:54 Min., 18 Schüsse, 3 Tore) Patrik Nechvátal (Znojmo, 38:06, 16 Schüsse, 3 Tore) Juuso Riksman (Salzburg, 60:00 Min., 28 Schüsse, 2 Tore) | Manuel Latusa (03:55, Daniel Welser, Ben Walter) Brett Sterling (16:19, Layne Viveiros, Ryan Duncan) Manuel Latusa (21:54, Ben Walter, Daniel Welser) Per Ledin (37:04, Luciano Aquino, Konstantin Komarek) Dominique Heinrich (38:33, Ryan Duncan, John Hughes) John Hughes (48:02, Brian Fahey, Brett Sterling)                                                                             |
| 10. April 2016, 14:45 Uhr Eisarena Salzburg 3.200 Zuschauer | EC Red Bull Salzburg | 4:2 (2:1, 1:0, 1:1) | HC Orli Znojmo |
| 10. April 2016, 14:45 Uhr Eisarena Salzburg 3.200 Zuschauer | Manuel Latusa (08:49, Daniel Welser, Ben Walter) Brett Sterling (09:03, Ryan Duncan) Brett Sterling (25:48, John Hughes) Luciano Aquino (42:11, Brian Fahey, Konstantin Komarek)                                                                                                   | Strafminuten: 12 bzw.12 Torhüter: Juuso Riksman (Salzburg, 60:00 Min., 24 Schüsse, 2 Tore) Jan Lukáš (Znojmo, 58:21 Min., 30 Schüsse, 4 Tore)                                                       | Libor Šulák (12:16, Powerplay, Corey Trivino, Colton Yellow Horn) Martin Podešva (45:06, Radek Číp, Jakub Stehlík) |
| 12. April 2016, 19:40 Uhr Hostan Arena 4.054 Zuschauer      | HC Orli Znojmo | 3:4 (2:1, 1:2, 0:1) | EC Red Bull Salzburg |
| 12. April 2016, 19:40 Uhr Hostan Arena 4.054 Zuschauer      | Martin Podešva (17:09, Radek Číp, Colton Yellow Horn) Jiří Beroun (18:39, David Bartoš, Corey Trivino) Jan Lattner (37:35, Corey Trivino, Colton Yellow Horn) | Strafminuten: 16 bzw. 8 Torhüter: Jan Lukáš (Znojmo, 57:49 Min., 32 Schüsse, 4 Tore) Juuso Riksman (Salzburg, 60:00 Min., 34 Schüsse, 3 Tore)                                                       | Brian Fahey (10:27, Powerplay, Brian Connelly, Luciano Aquino) Brett Sterling (20:55, Brian Fahey) Ryan Duncan (38:10, John Hughes) Zdeněk Kutlák (47:46, Powerplay, Andreas Kristler, John Hughes) |

### Playoff-Statistiken

#### Topscorer
| Spieler            | Team     | GP | G  | A  | PTS | +/- | PIM | PPG | PPA | SHG | SHA | GWG | SOG | SG%     | FOW | FOL | FO%     |
| ------------------ | -------- | -- | -- | -- | --- | --- | --- | --- | --- | --- | --- | --- | --- | ------- | --- | --- | ------- |
| Colton Yellow Horn | Znojmo   | 18 | 8  | 21 | 29  | +7  | 8   | 3   | 5   | 2   | 0   | 1   | 68  | 11,76 % | 43  | 64  | 40,19 % |
| Corey Trivino      | Znojmo   | 18 | 6  | 14 | 20  | ±0  | 6   | 0   | 6   | 0   | 0   | 1   | 44  | 13,64 % | 166 | 155 | 51,71 % |
| John Hughes        | Salzburg | 19 | 7  | 11 | 18  | +8  | 10  | 0   | 6   | 0   | 0   | 0   | 63  | 11,11 % | 7   | 7   | 50,00 % |
| Roman Tomas        | Znojmo   | 18 | 11 | 4  | 15  | −2  | 10  | 4   | 1   | 0   | 0   | 2   | 62  | 17,74 % | 0   | 0   | 0,00 %  |
| Ryan Duncan        | Salzburg | 19 | 3  | 12 | 15  | +3  | 2   | 1   | 3   | 0   | 0   | 0   | 44  | 6,82 %  | 182 | 158 | 53,53 % |
| Brett Sterling     | Salzburg | 19 | 9  | 4  | 13  | +4  | 71  | 2   | 1   | 0   | 0   | 4   | 62  | 14,52 % | 9   | 14  | 39,13 % |
| Jan Lattner        | Znojmo   | 18 | 4  | 9  | 13  | +12 | 10  | 1   | 1   | 0   | 1   | 1   | 55  | 7,27 %  | 2   | 2   | 50,00 % |
| Konstantin Komarek | Salzburg | 19 | 4  | 9  | 13  | +6  | 14  | 2   | 4   | 0   | 0   | 0   | 31  | 12,90 % | 198 | 189 | 51,16 % |
| Antonín Bořuta     | Znojmo   | 18 | 3  | 10 | 13  | +7  | 8   | 1   | 5   | 0   | 0   | 1   | 42  | 7,14 %  | 0   | 0   | 0,00 %  |
| Martin Podešva     | Znojmo   | 18 | 7  | 5  | 12  | −3  | 16  | 3   | 0   | 0   | 0   | 2   | 43  | 16,28 % | 116 | 110 | 51,33 % |

Legende: GP = Spiele, G = Tore, A = Assists, PTS = Punkte, +/- = Plusminus, PIM = Strafminuten, PPG = Powerplay-Tore, PPA = Powerplay-Assists, SHG = Unterzahl-Tore, SHA = Unterzahl-Assists, GWG = Siegestore, SOG = Torschüsse, SG% = Schuss-Effizienz, FOW = gewonnene Face-Offs, FOL = verlorene Face-Offs, FO% = Faceoff-Siegesquote

#### Torhüter
| Spieler                 | Team     | GP | GPI | GS | MIP    | GA | GAA  | SOG | SVS | SVS%  | SO | W  | L | OTL |
| ----------------------- | -------- | -- | --- | -- | ------ | -- | ---- | --- | --- | ----- | -- | -- | - | --- |
| Jean-Philippe Lamoureux | VSV      | 11 | 11  | 11 | 701:02 | 20 | 1,71 | 364 | 344 | 94,51 | 1  | 6  | 2 | 3   |
| Florian Hardy           | Dornbirn | 6  | 6   | 6  | 340:40 | 13 | 2,29 | 185 | 172 | 92,97 | 1  | 2  | 3 | 1   |
| Juuso Riksman           | Salzburg | 19 | 14  | 14 | 851:57 | 35 | 2,46 | 441 | 406 | 92,06 | 0  | 10 | 4 | 0   |
| Nathan Lawson           | Capitals | 4  | 4   | 4  | 271:10 | 11 | 2,43 | 133 | 122 | 91,73 | 0  | 1  | 1 | 2   |
| René Swette             | KAC      | 7  | 6   | 6  | 367:38 | 18 | 2,94 | 211 | 193 | 91,47 | 0  | 3  | 3 | 0   |
| Luka Gračnar            | Salzburg | 19 | 5   | 5  | 309:05 | 16 | 3,11 | 181 | 165 | 91,16 | 0  | 2  | 2 | 1   |
| Michael Ouzas           | Linz     | 12 | 12  | 12 | 741:24 | 40 | 3,24 | 449 | 409 | 91,09 | 0  | 6  | 5 | 1   |
| Jan Lukáš               | Znojmo   | 18 | 14  | 13 | 770:06 | 37 | 2,88 | 412 | 375 | 91,02 | 0  | 8  | 5 | 0   |
| Patrik Nechvátal        | Znojmo   | 18 | 6   | 5  | 304:50 | 18 | 3,54 | 167 | 149 | 89,22 | 1  | 2  | 3 | 0   |
| Jaroslav Hübl           | Bozen    | 6  | 6   | 6  | 383:16 | 23 | 3,60 | 171 | 148 | 86,55 | 0  | 2  | 3 | 1   |

Legende: GP = Spiele, GPI = Tatsächliche Einsätze, GS = Begonnene Spiele, MIP = Spielminuten, GA = Gegentore, GAA = Gegentorschnitt, SOG = Torschüsse, SVS = Gehaltene Schüsse, SVS% = Fangquote, SO = Shutouts, W = Siege, L = Niederlagen in regulärer Spielzeit, OTL = Niederlagen in Overtime

## Kader des Liga-Meisters
| Österreichischer Meister EBEL-Meister EC Red Bull Salzburg | Torhüter: Luka Gračnar, Juuso Riksman Verteidiger: Brian Connelly, Brian Fahey, Dominique Heinrich, Zdeněk Kutlák, Philipp Lindner, Alexander Pallestrang, Matthias Trattnig, Layne Viveiros Angreifer: Luciano Aquino, Florian Baltram, Marco Brucker, Alexander Cijan, Ryan Duncan, Peter Hochkofler, John Hughes, Konstantin Komarek, Andreas Kristler, Manuel Latusa, Per Ledin, Alexander Rauchenwald, Brett Sterling, Ben Walter, Daniel Welser Trainerstab: Daniel Ratushny, Rob Davison |

## Zuschauerstatistik
Die folgende Tabelle gibt die Zuschauerzahlen der Clubs, sowie der gesamten Liga wieder. Angeführt sind Heim- und Auswärtsspiele, sowie die Gesamtsummen.
|      |                        | Heimspiele | Heimspiele | Heimspiele | Auswärtsspiele | Auswärtsspiele | Auswärtsspiele | Gesamt | Gesamt    | Gesamt |
| Rang | Mannschaft             | SP         | ZU         | SCHN       | SP             | ZU             | SCHN           | SP     | ZU        | SCHN   |
| ---- | ---------------------- | ---------- | ---------- | ---------- | -------------- | -------------- | -------------- | ------ | --------- | ------ |
| 1    | Vienna Capitals        | 30         | 144.503    | 4.816      | 29             | 89.537         | 3.087          | 59     | 234.040   | 3.966  |
| 2    | EHC Linz               | 33         | 153.215    | 4.642      | 33             | 103.138        | 3.125          | 66     | 256.353   | 3.884  |
| 3    | EC VSV                 | 32         | 116.530    | 3.641      | 33             | 106.457        | 3.225          | 65     | 222.987   | 3.430  |
| 4    | EC KAC                 | 30         | 107.320    | 3.577      | 31             | 98.406         | 3.174          | 61     | 205.726   | 3.372  |
| 5    | Orli Znojmo            | 36         | 114.315    | 3.175      | 36             | 112.220        | 3.117          | 72     | 226.535   | 3.146  |
| 6    | Sapa Fehérvár AV19     | 27         | 85.394     | 3.162      | 27             | 68.184         | 2.525          | 54     | 15.3578   | 2.844  |
| 7    | EC Dornbirn            | 30         | 88.738     | 2.957      | 30             | 88.555         | 2.951          | 60     | 177.293   | 2.954  |
| 8    | HC Bozen               | 30         | 81.937     | 2.731      | 30             | 96.632         | 3.221          | 60     | 178.569   | 2.976  |
| 9    | EC Red Bull Salzburg   | 37         | 98.504     | 2.662      | 36             | 128.856        | 3.579          | 73     | 227.360   | 3.114  |
| 10   | Graz 99ers             | 27         | 56.489     | 2.092      | 27             | 73.051         | 2.705          | 54     | 129.540   | 2.398  |
| 11   | HC Innsbruck           | 27         | 41.300     | 1.529      | 27             | 75.539         | 2.797          | 54     | 116.839   | 2.163  |
| 12   | HDD Olimpija Ljubljana | 27         | 23.221     | 860        | 27             | 70.891         | 2.625          | 54     | 94.112    | 1.742  |
|      | Liga Gesamt            | 366        | 1.111.466  | 3.037      | 366            | 1.111.466      | 3.037          | 732    | 2.222.932 | 3.037  |

## Schiedsrichter
Die folgenden Schiedsrichter bildeten den Kader für die Spiele der Erste Bank Eishockey Liga:
| #44 Vladimir Babic  | #11 Peter Gebei       | #22 Manuel Nikolic  | #4 Viktor Trilar    |
| #17 Thomas Berneker | #19 Roland Kellner    | #29 Trpimir Piragic | #9 Shane Warshaw    |
| #2 Igor Dremelj     | #33 Gergely Kincses   | #23 Stefan Siegel   | #10 Florian Widmann |
| #28 Daniel Gamper   | #20 Kristijan Nikolic | #3 Ladislav Smetana | #16 Milan Zrnic     |
| #6 Patrick Gruber   | #21 Miroslav Stolc    |                     |                     |

## Sonstiges
Da der ÖEHV im Sommer 2015 eine Kooperation mit dem Statistik-Dienstleister Hockeydata einging, wurde auch das Melde- und Statistik-System der EBEL umgestellt. Spieleran- und Abmeldungen erfolgten von da an auf elektronischem Weg. Ebenso wurde durch die Maßnahme das Statistik-Angebot erweitert, sodass für die neue Saison auch Daten über Eiszeit, Fouls, Hits und Ähnliches zur Verfügung stehen hätten sollen. In der Praxis erwies sich dies jedoch als nicht wie geplant umsetzbar, sodass beispielsweise die Time-on-ice-Statistik erst ab der Finalserie zur Verfügung stand.